# Андрей Байкалец
Андре́й Байка́лец, настоящее имя Андре́й Дми́триевич Кра́вченко (27 августа 1963, Черемхово, Иркутская область, Россия — 17 сентября 2008, Шелехов, Иркутская область, Россия) — российский музыкант, гитарист и барабанщик, поэт, актёр; странствующий певец-гусляр, исполняющий духовные стихи и былины.

## Биография
Андрей Кравченко родился в 1963 году в городе Черемхово Иркутской области, окончил школу № 1 в г. Шелехове, Иркутской области. В школе он был страстным битломаном, играл 10 лет на барабанах в местном вокально-инструментальном ансамбле «Ностальгия» рок-направления. В середине 1980-х гг. поступил в Иркутское культпросветучилище, где 6 лет проработал актёром в театре Народной драмы города Иркутска.
В мастерской Иркутского театра, в конце 1980-х Андрей сделал свои первые крыловидные гусли и спел первый духовный стих, играя на этих гуслях.
В 1991 году Андрей принял православное крещение, посетил в качестве паломника Дивеево, Оптину пустынь и начал учиться игре на гуслях.
С 1990-х годов Андрей начинает странствование по городам и сёлам России. В 2001 году Андрей стал одним из организаторов содружества певцов-гусляров «Калики». Большую роль в становлении Андрея Байкальца как музыканта сыграл творческий союз с гусляром Егором Стрельниковым, с которым он познакомился, играя на Арбате в Москве.
С 4 по 6 ноября 2003 принимал участие в работе мастер-классов и заключительном концерте Международного симпозиума и выставки «Гусли — русский народный музыкальный инструмент», проходившего в Фольклорно-этнографическом центре Санкт-Петербургской консерватории.
В интервью на радио Свобода летом 2008 года Андрей Байкалец сказал о себе следующее:

Я не обременён семьей и странствую по Руси. Меня даже назвали странствующим гусляром, это я не брал себе такой эпитет. Единственное, когда выходил мой первый альбом каличьих песен из сборника Кирши Данилова, кстати, уральского знаменитого сказителя, я взял псевдоним Андрей Байкалец. Так как я сам сибиряк, родом с озера Байкал. И сегодня я осуществляю миссию и пытаюсь жить в шкуре калики, странствуя по Руси и сочиняя, складывая сам музыку, собирая былины, духовные стихи и даже пою современные песни.

Творчество Байкальца было овеяно слухами, что гусляр пришёл пешком из Иркутска в Москву. Эти слухи были опровергнуты самим Андреем Байкальцем.
17 сентября 2008 года умер у себя дома в Шелехове на 46-м году жизни. Примерно за год до этого события умерла его мать. У Андрея осталась дочь — Каверзина (Капитурова) Лидия.

## Творчество
О направлении своего творчества говорил так:

…я много пою военных песен, начиная с былин об Илье Муромце, о заставах богатырских, защищавших в первую руку православие, веру, дом Пресвятой Богородицы и заканчивая песнями белой гвардии. Это и песни царского времени, когда шли защищать Царя, Отечество и Веру.

Известен исполнением антибольшевистского варианта песни «Полюшко-поле» (песня партизан шкуровцев). Высказывал мнение, что большевики:

…полностью подменяли тексты песен, коверкали отдельные куплеты, выбрасывали куски, в которых часто содержался весь смысл песен. Даже «Ой, мороз, мороз…» — в ней нет вроде никакой идеологической нагрузки, но она была обрезана. А когда поешь её полностью — оказывается, это не залихватская песнь, а трагическая история казачьей семьи…

Дискография
- За други своя (1997).
- За Веру, Царя и Отечество (апрель-июнь 1997).
- Раю мой Раю (1999—2001).
- Тихая моя Родина — цикл лирических песен на стихи Н. Рубцова.